# جواو أورتيز
جواو أورتيز (بالإسبانية: Joao Ortiz)‏ (10 فبراير 1991 في تشيلي - ) هو مدرب كرة قدم ولاعب كرة قدم تشيلي في مركز الوسط. لعب مع نادي أونيفرسيداد دي تشيلي ونادي بالستينو ويونيون لا كاليرا.

## وصلات خارجية
- جواو أورتيز على موقع قاعدة بيانات كرة القدم.إي يو (الإنجليزية)
- جواو أورتيز على موقع Soccerway.com (الإنجليزية)
- جواو أورتيز على موقع عالم كرة القدم.نت (الإنجليزية)
- جواو أورتيز على موقع AS.com (الإسبانية)